# Бобомурод Хамдамов
Бобомурод Хамдамов е узбекски и туркменски певец, народен артист на Узбекистан, Туркменистан и Република Каракалпакстан.

## Биография
Бобомурод Хамдамов е роден на 4 март 1940 г. в град Туркменабад. От детството си обича да пее. Пее народни песни на 4 езика: узбекски, туркменски, таджикски и индийски.

## Награди и звания
- Народен артист на Узбекистан
- Народен артист на Туркменистан
- Народен артист на Република Каракалпакстан
- Народен хофиз на Узбекистан

## Признание
Хамдамов е много близък с Радж Капур.
Концертите на Бобомурод се провеждат редовно в Туркменистан  и Таджикистан.
Песните на Бобомурод Хамдамов влизат в „златния фонд“ на узбекското изкуство. Те се слушат от феновете на творчеството му в много страни по света. Някои от най-популярните песни в творчеството му са песните „Ким Экан“ и „Лазги“.

## Жертва на измамници
През септември 2020 г. дъщерята на Хамдамов присвоява чрез измама къщата на родителите си и колата им. Бобомурод Хамдамов и съпругата му стават жертва на измамните действия на дъщеря си .